# Eparchia di Tula

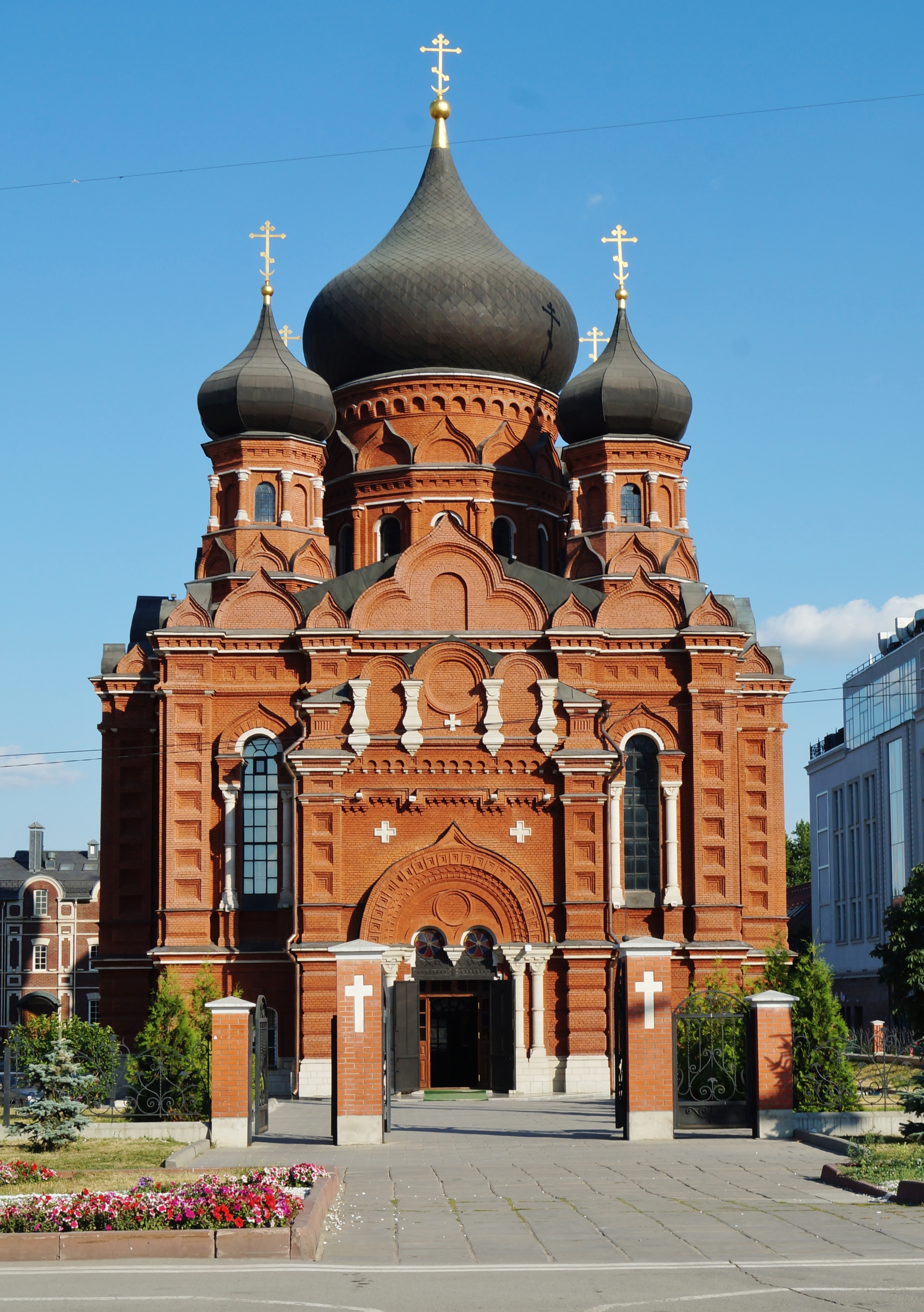
La cattedrale della Dormizione di Tula.

L'eparchia di Tula (in russo Тульская епархия?) è una diocesi della Chiesa ortodossa russa, appartenente alla metropolia di Tula.

## Territorio
L'eparchia comprende le città di Donskoj e Tula, e i rajon Bogorodickij, Venëvskij, Volovskij, Efremovskij, Kireevskij, Kimovskij, Kurkinskij, Leninskij, Novomoskovskij e Uzlovskij nell'oblast' di Tula.
Sede eparchiale è la città di Tula, dove si trova la cattedrale della Dormizione.
L'eparca ha il titolo ufficiale di «metropolita di Tula e Efremov».

## Storia
L'eparchia è stata eretta il 31 luglio 1799.
Il 27 dicembre 2011 ha ceduto una porzione di territorio a vantaggio dell'erezione dell'eparchia di Belëv e contestualmente è entrata a far parte della metropolia omonima.